# Marquesado de Lupiá
El marquesado de Llupià es un título nobiliario español otorgado el 4 de enero de 1702 por el rey Felipe V, a favor de Ángel Carlos de Llupià y de Roger, noble Catalán, hijo de Carlos de Llupià y Vilanova Tragó, señor de Llupià, Vilarmilar, Castellnou, Bellpuig, Paracols y Molitg, asistente al Parlamento de Barcelona de 1653.
Fue rehabilitado en 1985 por el rey Juan Carlos I a favor de Luis Desvalls y Trías (†1987), como XII marqués de Llupià, IX marqués de Alfarrás y V marqués del Poal.
El actual titular, desde 1989, es Carlos Desvalls y Maristany.

## Marqueses de Llupià
|                                               | Titular                                 | Periodo                            |
| Creado en 1702 por el rey Felipe V            | Creado en 1702 por el rey Felipe V      | Creado en 1702 por el rey Felipe V |
| --------------------------------------------- | --------------------------------------- | ---------------------------------- |
| I                                             | Ángel Carlos de Llupià y Roger          | 1702-1723                          |
| II                                            | Francisco de Llupià y Roger             | 1723-1735                          |
| III                                           | Gaetano de Llupià y Marimón             | 1735-1762                          |
| IV                                            | Mariana de Llupià y Rocadertí           | 1762-1763                          |
| V                                             | José de Llupià y Marimón                | 1763-1771                          |
| VI                                            | María Manuela de Ardena y Llupià        | 1775-1790                          |
| VII                                           | Juan Antonio Desvalls y de Ardena       | 1790-1820                          |
| VIII                                          | Antonio Miguel Desvalls y Ribas         | 1820-1821                          |
| IX                                            | Joaquín Desvalls y de Sarriera          | 1821-1883                          |
| XI                                            | Luis de Desvalls y Fort de Saint-Maurin | 1883-1884                          |
| XI                                            | Juan Bautista de Desvalls y Amat        | 1884-1922                          |
| Rehabilitado en 1985 por el rey Juan Carlos I |                                         |                                    |
| XII                                           | Luis Desvalls y Trías                   | 1985-1987                          |
| XIII                                          | Carlos Desvalls y Maristany             | 1989-actualidad                    |

## Historia de los marqueses de Llupiá
- Ángel Carlos de Llupià y Roger (1671-1723), I marqués de Llupià, barón de Castellnou, señor Paracols, Bellpuig, Prunet, Caixas, Camuelas, Sant Miquel de Llotes, Molig, Rocacrepa, Campoma, Llupià, Gallifa, Coma y Vilarmilar, caballero de San Juan. Participó en las Cortes de 1701 y 1705. Brazos del Principados, 1713.

Le sucedió, en 1735, su hermano:
- Francisco de Llupià y Roger (1690-1735), II marqués de Llupià. Capitán del regimiento de caballería de Sagunto. Caballero de Santiago. Participó en las Cortes de 1705.[1]

Le sucedió su hijo:
- Gaetano de Llupià y Marimón (1729-1762), III marqués de Llupià.

Le sucedió su hija:
- Mariana de Lupià y Rocabertí (1757-1763), IV marquesa de Lupiá.

Le sucedió el 22 de febrero de 1775 su prima hermana:
- María Manuela Ardena y de Lupià (f. en 1790), V marquesa de Lupià.

1. Casó con Francisco Desvalls y de Alegre.[7]

Le sucedió su hijo:
- Juan Antonio Desvalls y de Ardena (1740-1820), VI marqués de Llupià y III marqués de Poal.

1. Casó con María Teresa de Ribas y de Olzinellas, III marquesa de Alfarrás.

Le sucedió su hijo:
- Antonio Miguel Desvalls y Ribas (1773-1821), VII marqués de Llupià, IV marqués de Alfarrás.

Le sucedió su hijo:
- Joaquín Desvalls y de Sarriera (1803-1883), VIII marqués de Llupiá, V marqués de Alfarrás. Sin descendencia.

Le sucedió su primo:
- Luis de Desvalls y Fort de Saint-Maurin (1826-1889), IX marqués de Llupià y VI marqués de Alfarrás.

1. Casó con María de las Mercedes de Amat y de Sarriera.

Le sucedió, por cesión inter vivos del 25 de noviembre de 1884,  su hijo primogénito:
- Juan Bautista de Desvalls y Amat (1875-1922), X marqués de Llupià y VII marqués de Alfarrás, IV marqués de Poal.

Rehabilitado en 1985 a favor de:
- Luis Desvalls y Trías (1900-1987), XII marqués de Llupià, IX marqués de Alfarrás y V marqués de Poal.

1. Casó con Margarita Maristany y Manén.

En el marquesado de Alfarrás le sucedió, el 24 de noviembre de 1988, su hijo primogénito, Luis Desvalls y Maristany (1931- ), X marqués de Alfarrás.
En el marquesado de Poal le sucedió, el 16 de enero de 1990, su hijo Juan Manuel Desvalls y Maristany, VI marqués de Poal.
En el marquesado de Llupià le sucedió, el 14 de noviembre de 1989, su hijo:
- Carlos Desvalls y Maristany (n. en 1936), XIII marqués de Llupià, Farmacéutico.

1. Casó, en 1963,  con María Victoria Vázquez Herrero (n. en 1938), de cuyo matrimonio nacieron tres hijos: Carlos (n. en 1964), Gonzalo (n. en 1967) y María Victoria (n. en 1975).

Actual titular.

## Armas
Escudo cuartelado: 1º y 4º, en campo de gules, un monte, de oro, superado de una flor de lis del mismo metal; 2º y 3º, en campo de oro, una cruz, de gules, floreada y vacía.